# Nadine Schmutzler
Nadine Schmutzler (* 27. April 1984 in Herdecke) ist eine ehemalige deutsche Riemenruderin.
Schmutzler begann während ihrer Schulzeit beim Ruderclub Westfalen Herdecke 1929 mit dem Rudersport. 2005 wurde sie mit dem Vierer ohne Steuermann Deutsche U23-Meisterin. Im gleichen Jahr startete sie erstmals bei den Weltmeisterschaften und belegte mit dem Team Frauenachter den sechsten Platz. Im Jahr darauf gewann sie mit Silber im Achter ihre erste Medaille im Erwachsenenbereich. 2007 belegte sie zusammen mit Nina Wengert, Kerstin Naumann und Silke Günther mit dem Vierer ohne Steuermann den zweiten Platz bei den Weltmeisterschaften in München. In der Olympiasaison 2008 stieg Schmutzler zusammen mit Wengert und Naumann wieder in den Achter um.
Nadine Schmutzler studierte Raumplanung an der Universität Dortmund.

## Internationale Erfolge
- 2005: 6. Platz im Achter (Weltmeisterschaften)
- 2006: 2. Platz im Achter (Weltmeisterschaften)
- 2007: 2. Platz im Vierer ohne (Weltmeisterschaften)